# پچت
پَچِت، روستایی است از توابع بخش یانه‌سر شهرستان بهشهر در استان مازندران ایران.

## جمعیت
این روستا در دهستان عشرستاق قرار دارد و براساس سرشماری مرکز آمار ایران در سال ۱۳۸۵، جمعیت آن ۱۶۹ نفر (۵۳خانوار) بوده‌است. مردم پچت از قومیت طبری هستند. مردم پچت به زبان طبری (مازندرانی) سخن می‌گویند.